# Анналіза Бассо
Анналіза Ніколь Бассо (англ. Annalise Nicole Basso) — американська акторка і модель. Знялася у фільмах «Казки на ніч» (2008), «Любов бере крило» (2009), «Козлячий острів» (2013), «Окулус» (2013) та «Віджа: Походження зла» (2016). у 2014—2015 роках знімалася в телесеріалі «Червона дорога».

## Фільмографія
| Рік       |    | Українська назва              | Оригінальна назва                | Роль                                        |
| --------- | -- | ----------------------------- | -------------------------------- | ------------------------------------------- |
| 2007      | ф  |                               | Ghost Image                      | Сьюзан Зеллан                               |
| 2008      | с  | Відчайдушні домогосподарки    | Desperate Housewives             | Деніз (серія «Я і моє місто»)               |
| 2008      | ф  | Казки на ніч                  | Bedtime Stories                  | Тріша Спаркс                                |
| 2009      | тф | Любов бере крило              | Love Takes Wing                  | Ліліан                                      |
| 2009      | ф  | Темний будинок                | Dark House                       | руда дівчина                                |
| 2009      | с  | Теорія брехні                 | Lie to Me                        | Меггі Емброуз (серія «Краща половина»)      |
| 2009      | с  | Справжня кров                 | True Blood                       | Іден Гембі (серія «Продовжуйте цю вечірку») |
| 2009      | тф |                               | Alabama Moon                     | кузина Аліса                                |
| 2010      | с  | Дитяча лікарня                | Childrens Hospital               | Морган (серія «I See Her Face Everywhere»)  |
| 2011      | с  | Кістки                        | Bones                            | Ембер Трембле (серія «Зміна в грі»)         |
| 2012      | с  | Новенька                      | New Girl                         | Сара Шиллер (серія «Діти»)                  |
| 2012      | с  | Нікіта                        | Nikita                           | Ліза Ебботт (серія «S03E02 - Невинність»)   |
| 2013      | ф  | Козлячий острів               | Standing Up                      | Тінь "Грація" Голден                        |
| 2013      | ф  | Окулус                        | Oculus                           | юна Кейлі Рассел                            |
| 2014      | с  | Червона дорога                | The Red Road                     | Кейт Дженсен (8 серій)                      |
| 2015      | с  | Костянтин                     | Constantine                      | Веста Вітні (серія «В очікуванні чоловіка») |
| 2016      | ф  | Капітан Фантастік             | Captain Fantastic                | Веспайр Кеш                                 |
| 2016      | ф  | Віджа: Походження зла         | Ouija: Origin of Evil            | Поліна Зандер                               |
| 2017      | кф |                               | The Good Time Girls              | Еллі                                        |
| 2018      | с  | Електричні сни Філіпа К. Діка | Philip K. Dick's Electric Dreams | Фостер Лі (серія «Безпечно та здорово»)     |
| 2018      | ф  | Ностальгія                    | Nostalgia                        | Таллі Бім                                   |
| 2018      | ф  |                               | Ladyworld                        | Пайпер                                      |
| 2020—2022 | с  | Крізь сніг                    | Snowpiercer                      | Елджей Андерсон                             |
| 2020      | ф  |                               | The Bloodhound                   | Вівіан                                      |
| 2024      | ф  | Життя Чака                    | The Life of Chuck                | Дженіс Геллідей                             |